# Чубут (провинција)
Чубут (шп. Chubut) је провинција која је смештена у јужном делу Аргентине. Према северу се граничи са провинцијом Рио Негро, према западу са Чилеом, према југу са провинцијом Санта Круз, док према истоку има излаз на Атлантски океан.